# Arianna Fontana
Arianna Fontana (Sondrio, 14 aprile 1990) è una pattinatrice di short track italiana. Nel corso della sua carriera ha vinto 11 medaglie ai Giochi olimpici invernali, divenendo l'atleta italiana più medagliata di sempre ai Giochi olimpici invernali.
Tra le varie medaglie conquistate, spicca la doppia affermazione d'oro sui 500 metri a Pyeonchang 2018 e Pechino 2022.
Vincitrice di due Coppe del Mondo sulla distanza dei 500 metri, si è inoltre laureata Campionessa europea per 7 volte ed è salita sul podio dei Campionati mondiali in molteplici volte; su tutti spicca il l'oro mondiale conquistato a Mosca nel 2015.

## Biografia

### Carriera sportiva

#### Gli esordi in Coppa del Mondo, il bronzo a Torino e i successi europei

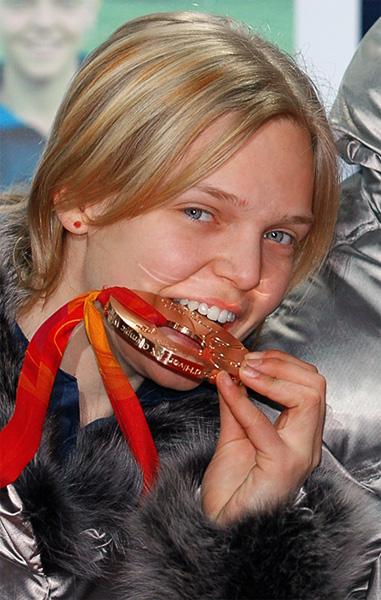
Arianna Fontana alle olimpiadi di Torino 2006

È figlia di Maria Luisa Vedovatti. Cresciuta a Polaggia, frazione del Comune di Berbenno di Valtellina, muove i primi passi nella Lanzada Ghiaccio, per poi approdare nella ASD Bormio Ghiaccio. Dopo l'esordio in Nazionale a soli 15 anni in Coppa del Mondo, si classifica al secondo posto ai Campionati Europei di Krynica-Zdrój del 2006, con tre podi conquistati sulle distanze dei 500, 1500 e 3000 m.
Partecipa dunque alle Olimpiadi di Torino, gareggiando sulle distanze dei 500 e 1000 metri; partecipa inoltre alla staffetta con le compagne Marta Capurso, Mara Zini, Katia Zini e Cecilia Maffei, ottenendo la medaglia di bronzo. Con questa medaglia, Arianna diventa l'atleta italiana più giovane ad aver vinto una medaglia ai Giochi Olimpici Invernali, all'età di 15 anni e 314 giorni, e viene insignita del titolo di Cavaliere.
Nella stagione 2006/2007 arrivano i primi piazzamenti in Coppa del Mondo, soprattutto nei 500 m e nella staffetta, dove la continuità di risultati della squadra azzurra permette la conquista della Coppa del Mondo di specialità. Chiude la stagione con una seconda posizione nella classifica generale dei 500 m e conquista una medaglia d'argento sui 500 m ai campionati mondiali svolti a Milano.
Nelle due stagioni successive, 2007/2008 e 2008/2009, ottiene il podio in Coppa del Mondo nei 500 m e nella staffetta per poi conquistare il titolo continentale sia a Ventspils che a Torino.

#### Vancouver 2010

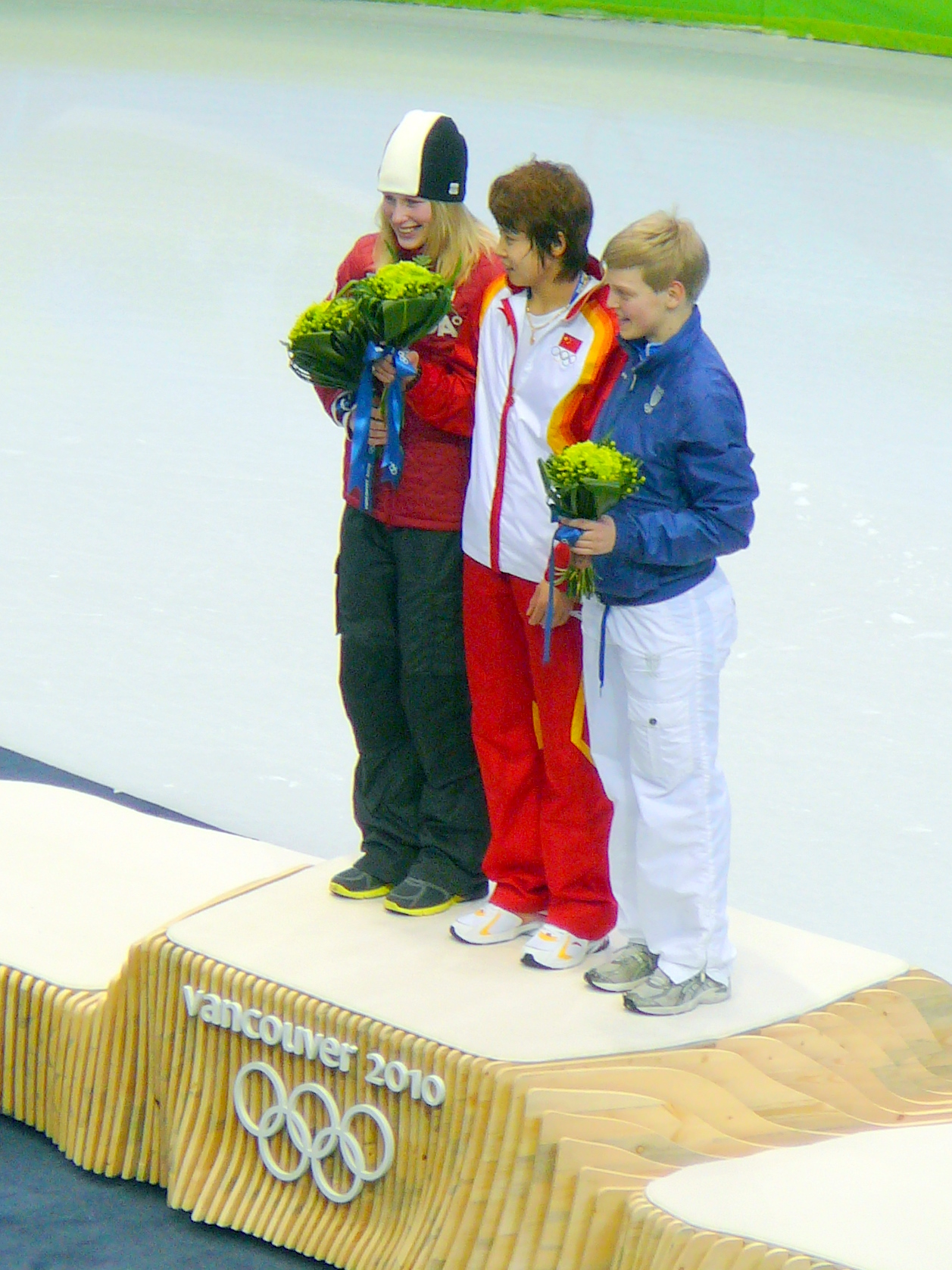
Fontana sul podio dei 500 m alle olimpiadi di Vancouver 2010

Nella Coppa del Mondo 2009/2010 Fontana non riesce ad ottenere alcun podio, ma i suoi piazzamenti le consentono comunque di accedere alle Olimpiadi. Agli Europei di gennaio a Dresda conclude la competizione al secondo posto, dietro alla slovacca Kateřina Novotná.
Alle Olimpiadi di Vancouver esce nella semifinale dei 1500 m, vince la Final B e chiude al nono posto; nella staffetta, con la squadra composta da Fontana, Valcepina, Zini e Maffei, le azzurre vengono eliminate in semifinale. Sulla distanza dei 500 metri, ottiene la medaglia di bronzo, la prima medaglia olimpica individuale di un'atleta italiana nello Short Track.

#### L'avvento della coppia Bédard-Gouadec e la conquista della Coppa del Mondo
La stagione successiva si apre con il cambio della guida tecnica della nazionale; al posto del c.t. Magarotto arriva infatti un canadese, Éric Bédard. Sotto la nuova gestione tecnica, Fontana conquista qualche podio nella Coppa del Mondo, il titolo europeo ad Heerenveen e, per la prima volta nella sua carriera, una medaglia di bronzo ai Campionati Mondiali (disputati a Sheffield), grazie a due medaglie d'argento conquistate su 500 e 1000 m.
Per la stagione di Coppa del Mondo 2011/2012 entra a far parte dello staff tecnico l'allenatore canadese Kenan Gouadec. Fontana conquista 5 medaglie d'oro a Saguenay (500), Nagoya (500 e 1500), Shanghai (500) e Dordrecht (500), chiudendo al primo posto la classifica generale della Coppa del Mondo di short track 2012 nella specialità dei 500 metri e diventando la prima pattinatrice azzurra a conquistare la Coppa del Mondo di short track. La stagione si conclude con la conquista del quarto titolo europeo e bissando del terzo posto mondiale a Shanghai, con un argento sui 500 m e una seconda posizione nella 3000 m SuperFinal.
Le due stagioni successive sono preparatorie per i XXII Giochi olimpici invernali, programmati a Soči per il febbraio 2014. Nel corso della prima stagione Fontana è frenata da qualche infortunio, ma si piazza sul podio proprio in occasione della tappa di Coppa del Mondo svolta nella città destinata ad ospitare le Olimpiadi. Arriva inoltre anche il quinto titolo europeo, conquistato a Malmö. Nel corso della seconda il programma della Coppa del Mondo si riduce a sole 4 tappe in vista delle Olimpiadi e Fontana sale sul podio a Seul, Torino e a Kolomna, dove conquista una medaglia d'oro sulla distanza dei 1000 m. Agli europei di Dresda chiude invece al terzo posto, dietro all'olandese Jorien ter Mors e alla britannica Elise Christie.

#### Le Olimpiadi di Soči del 2014

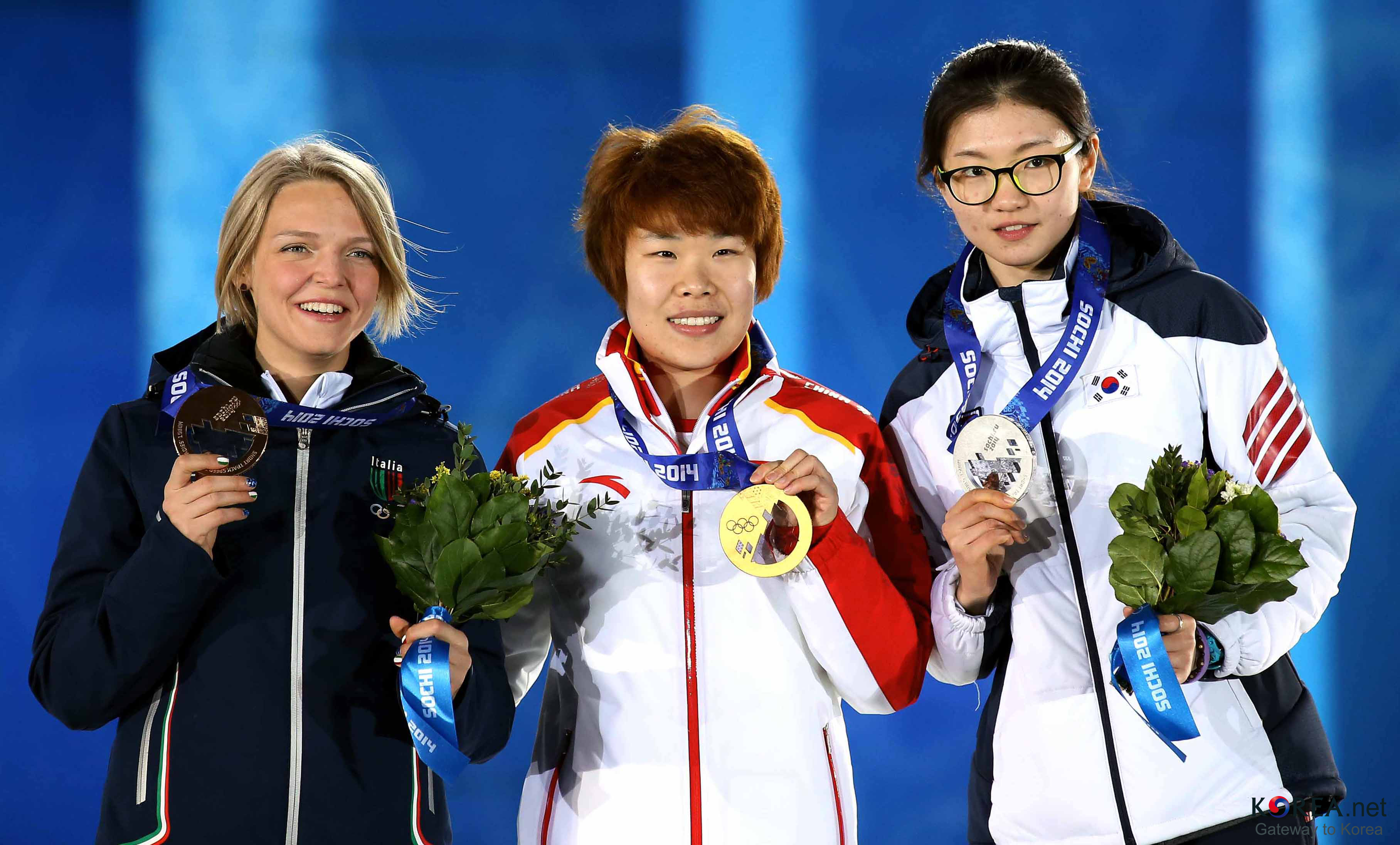
Il podio olimpico dei 1500 m: Arianna (bronzo), Zhou (oro), Shim (argento)

Arianna Fontana si presenta alle Olimpiadi di Soči con l'obiettivo dichiarato di centrare la finale nelle tre distanze individuali (500, 1000 e 1500 metri) e nella staffetta. Il 13 febbraio 2014 è impegnata sui 500 metri; Fontana si qualifica alla finale insieme alla coreana Park Seung-hi, alla britannica Elise Christie e alla cinese Li Jianrou, impegnata su questa distanza a causa dell'infortunio subito dalla compagna di nazionale Wang Meng un mese prima. Li Jianrou ottiene la medaglia d'oro, sfruttando la caduta di tutte e tre le avversarie, provocata da una entrata scorretta della Christie ai danni della stessa Fontana. Al termine della gara, l'inglese è squalificata e Fontana diventa medaglia d'argento.
Il 15 febbraio Arianna Fontana disputa le finali dei 1500 metri insieme alle coreane Park e Shim Suk-hee, alle cinesi Li e Zhou Yang, e all'olandese Jorien ter Mors, classificandosi in terza posizione dietro alla Zhou e alla Shim, conquistando così una medaglia di bronzo. Il 18 febbraio si aggiudica un'altra medaglia di bronzo nella staffetta 3000 metri insieme alle compagne Lucia Peretti, Martina Valcepina ed Elena Viviani, anche a causa della squalifica inflitta alla Corea. Nei 1000 metri invece cade nelle eliminatorie ed è squalificata.
La stagione successiva alle Olimpiadi vede il tecnico Éric Bédard passare alla nazionale francese, lasciando la conduzione unica a Kenan Gouadec. Nella Coppa del Mondo, in occasione delle prime due tappe disputate a Salt Lake City e Montréal, Fontana conquista cinque medaglie (1 oro, 3 argenti e 1 bronzo). Dopo aver saltato le due successive tappe asiatiche, rientra a Torino per disputare i campionati italiani, che vince per la quinta volta, e partecipa gli Europei di Dordrecht dove si classifica in quarta posizione. Nelle ultime due tappe di Coppa del Mondo, svolte a Dresda e a Erzurum, conquista 3 medaglie d'oro sulle tre diverse distanze; ai Campionati Mondiali di Mosca del 2015 ottiene la medaglia d'argento nella classifica generale, vincendo l'oro sui 1500 m, il bronzo su 500 m e 1000 m, e il bronzo nella staffetta. La medaglia d'oro va alla diciottenne coreana Choi Min-jeong.
Nella stagione successiva 2015-2016, Fontana decide di prendersi una pausa dallo short track, rientrando solamente nelle ultime due tappe europee di Coppa del Mondo e contribuendo alla conquista delle medaglie d'oro insieme alle compagne di staffetta. Nel 2017 Fontana conquista due medaglie nelle tappe di Coppa del Mondo di Calgary e Shanghai; ai Campionati Europei di Torino vince la medaglia d'oro nei 1500 m, chiude al quarto posto i 500 m e viene squalificata nella finale dei 1000 m. Arriva dunque alla 3000 m SuperFinal con 15 punti di ritardo dalla giovane russa Sof'ja Prosvirnova; tuttavia riesce a rimontare lo svantaggio, vincendo il titolo di campionessa europea, il sesto della sua carriera. Chiude la stagione vincendo i mondiali militari di Soci e i campionati italiani di Courmayeur. A Dresda, in occasione dei Campionati Europei, ottiene il suo settimo titolo continentale, grazie al secondo posto della finale dei 500, alla vittoria dei 1000 metri e alla seconda posizione dei 3000 SuperFinal.

#### Pyeongchang 2018
Per le Olimpiadi invernali di Pyeongchang, in Corea del Sud, il CONI nomina Arianna Fontana portabandiera dell'Italia, in occasione della cerimonia di apertura avvenuta il 9 febbraio 2018. In occasione dei 500 metri, disputa la finale a 5 insieme alla britannica Elise Christie, l'olandese Yara van Kerkhof e la canadese Kim Boutin. Qui Arianna tiene il comando per l'intera gara e vince il suo primo oro olimpico, realizzando nel contempo il suo nuovo record personale (42.569). Qualificata per la finale dei 1500 metri, non riesce ad andare oltre alla settima posizione. Nella staffetta 3000 metri la squadra azzurra, composta da Arianna, Martina Valcepina, Lucia Peretti e Cecilia Maffei, conclude la gara in terza posizione; la successiva squalifica della Cina porta l'Italia al secondo posto. Fontana giunge inoltre terza nella finale dei 1000 metri. La medaglia di bronzo, l'ottava medaglia olimpica della sua carriera, le permette di diventare la seconda atleta italiana più medagliata di sempre ai Giochi Olimpici Invernali, alle spalle di Stefania Belmondo.
Dopo aver disputato l'Olimpiade, nel 2019 Arianna decide di prendersi una seconda pausa dallo Short Track. Nel frattempo viene nominata testimonial della candidatura dell'Italia all'organizzazione dei XXV Giochi olimpici invernali con Milano-Cortina. Il ritorno alle gare avviene nella stagione 2019/2020, con l'obiettivo dichiarato di provare a vincere il Campionato del Mondo, previsto a Seoul a marzo 2020. Vince 4 medaglie sia nelle tappe iniziali di Coppa del Mondo di Salt Lake City e Nagoya, sia al Campionato Europeo di Debrecen, che chiude in seconda posizione alle spalle della olandese Suzanne Schulting; la pandemia di COVID-19 determina però l'annullamento del Campionato del Mondo. A causa di divergenze con la federazione, nel settembre 2020 Arianna si trasferisce a Budapest e inizia ad allenarsi con la nazionale di Short Track ungherese. Non partecipa ai Campionati Europei di Danzica, ma conquista tre medaglie ai Campionati Mondiali di Dordrecht, concludendo la competizione in terza posizione dietro Suzanne Schulting e Courtney Sarault.

#### Fino a Pechino
Le tappe di Coppa del Mondo di avvicinamento ai Giochi Olimpici Invernali di Pechino, svolte nell'autunno 2021, vedono Arianna in ottimo stato di forma. Va sempre a podio nei 500 metri (vincendo la tappa di Nagoya) conquistando così nuovamente, 9 anni dopo, la Coppa del Mondo di short track.
Nel corso della spedizione olimpica a Pechino 2022, esordisce al primo giorno di gare con una medaglia d'argento nella nuova distanza della staffetta mista insieme a Martina Valcepina, Arianna Valcepina, Andrea Cassinelli, Yuri Confortola e Pietro Sighel, che in finale arriva a pochi millesimi dalla vincitrice Cina.
Due giorni dopo, si conferma campionessa olimpica sui 500 metri, compiendo il sorpasso decisivo all'olandese Schulting a due giri dalla fine.
All'ultimo giorno di gare sfiora il bis con un argento nei 1500, alle spalle della coreana Choi.
Con quest'ultima medaglia, supera Stefania Belmondo nella classifica degli atleti italiani con il maggior numero di medaglie ai Giochi Olimpici Invernali, diventando così la più medagliata di sempre in queste competizioni.

## Vita privata
Il 31 maggio 2014 ha sposato a Colico l'ex pattinatore di short track italo-americano Anthony Lobello.

## Statistiche e risultati

### Record Personali
- 500 m: 42"033 (Dordrecht, 27 novembre 2021)
- 1000 m: 1'27"688 (Dordrecht, 7 marzo 2021)
- 1500 m: 2'15"753 (Salt Lake City, 12 novembre 2016)
- 3000 m: 5'01"187 (Shanghai, 11 marzo 2012)

### Olimpiadi
- Torino 2006
  - 500 m: eliminata nei quarti di finale
  - 1000 m: 6ª
  - Staffetta 3000 m:
- Vancouver 2010
  - 500 m: 
  - 1000 m: eliminata nei quarti di finale
  - 1500 m: 1ª nella finale B (9ª classificata)
  - Staffetta 3000 m: eliminata in semifinale
- Soči 2014
  - 500 m: 
  - 1000 m: squalificata
  - 1500 m: 
  - Staffetta 3000 m:
- Pyeongchang 2018
  - 500 m: 
  - 1000 m: 
  - 1500 m: 7ª
  - Staffetta 3000 m:
- Pechino 2022
  - 500 m: 
  - 1000 m: squalificata
  - 1500 m: 
  - Staffetta mista 2000 m: 
  - Staffetta 3000 m: 1ª nella finale B (5ª classificata)

### Mondiali
- Minneapolis 2006
  - 500 m: 11ª
  - 1000 m: 25ª
  - 1500 m: 15ª
  - Staffetta 3000 m: 
  - Classifica finale: 15ª
- Milano 2007
  - 500 m: 
  - 1000 m: 6ª
  - 1500 m: 14ª
  - 3000 m: 5ª
  - Staffetta 3000 m: 4ª
  - Classifica finale: 5ª
- Gangneung 2008
  - 500 m: 10ª
  - 1000 m: 12ª
  - 1500 m: 11ª
  - Staffetta 3000 m: 4ª
  - Classifica finale 10ª
- Vienna 2009[22]
  - 500 m: 16ª
  - 1000 m: 7ª
  - 1500 m: 14ª
  - Staffetta 3000 m: 5ª
  - Classifica finale: 11ª
- Sofia 2010[23]
  - 500 m: 7ª
  - 1000 m: 10ª
  - 1500 m: 10ª
  - Staffetta 3000 m: 5ª
  - Classifica finale: 11ª
- Sheffield 2011[24]
  - 500 m: 
  - 1000 m: 
  - 1500 m: 4ª
  - 3000 m Super Final: 7ª
  - Staffetta 3000 m: 5ª
  - Classifica finale:
- Shanghai 2012[25]
  - 500 m: 
  - 1000 m: 9ª
  - 1500 m: 7ª
  - 3000 m Super Final: 
  - Staffetta 3000 m: 5ª
  - Classifica finale:
- Debrecen 2013
  - 500 m: 5ª
  - 1000 m: 10ª
  - 1500 m: 9ª
  - Staffetta 3000 m: 5ª
  - Classifica finale: 10ª
- Montréal 2014
  - 500 m: 6ª
  - 1000 m: 5ª
  - 1500 m: 19ª (squalificata in semifinale)
  - Staffetta 3000 m: 
  - Classifica finale: 9ª
- Mosca 2015
  - 500 m: 
  - 1000 m: 
  - 1500 m: 
  - Staffetta 3000 m: 
  - 3000 m Super Final: 4ª
  - Classifica finale:
- Rotterdam 2017
  - 500 m: 21ª
  - 1000 m: 10ª
  - 1500 m: 4ª
  - 3000 m Super Final: 9ª
  - Classifica finale: 9ª
- Dordrecht 2021
  - 500 m: 
  - 1000 m: 5ª
  - 3000 m: 5ª
  - Staffetta 3000 m: 
  - Classifica finale:
- Rotterdam 2024
  - 500 m: 5ª (squalificata in finale)
  - 1000 m: 
  - 1500 m: 14ª
  - Staffetta 3000 m: 6ª

### Coppa del Mondo
Vincitrice della coppa del mondo dei 500 m nel 2012 e nel 2021.

#### Podi di Coppa del Mondo
- 2005/2006
  - Bormio
    - Staffetta 3000 m:
- 2006/2007
  - Heerenveen
    - 500 m: 
    - Staffetta 3000 m: 

  - Budapest
    - Staffetta 3000 m: 

  - Classifica Generale
    - Coppa del Mondo di Short Track 2007, specialità 500 m: 
    - Coppa del Mondo di Short Track 2007, specialità Staffetta 3000 m:
- 2007/2008
  - Kōbe
    - Staffetta 3000 m: 

  - Heerenveen
    - Staffetta 3000 m: 

  - Torino
    - Staffetta 3000 m:
- 2008/2009
  - Pechino
    - Staffetta 3000 m: 

  - Sofia
    - 500 m: 
    - Staffetta 3000 m: 

  - Dresda
    - 500 m:  
    - Staffetta 3000 m:
- 2010/2011
  - Montréal
    - 500 m: 

  - Québec
    - 500 m: 
    - 1000 m: 

  - Shanghai
    - Staffetta 3000 m: 

  - Mosca
    - Staffetta 3000 m:
- 2011/2012
  - Saguenay
    - 500 m: 
    - 1500 m: 

  - Nagoya
    - 500 m: 
    - 1500 m: 
    - Staffetta 3000 m: 

  - Shanghai
    - 500 m: 

  - Mosca
    - 500 m: 

  - Dordrecht
    - 500 m: 

  - Classifica Generale
    - Coppa del Mondo di short track 2012, specialità 500 m:
- 2012/2013
  - Calgary
    - 500 m: 

  - Shanghai
    - Staffetta 3000 m: 

  - Soči
    - 500 m:  
    - Staffetta 3000 m:
- 2013/2014
  - Shanghai
    - Staffetta 3000 m: 

  - Seul
    - 500 m: 

  - Torino
    - 500 m: 
    - Staffetta 3000 m: 

  - Kolomna
    - 1000 m: 
    - Staffetta 3000 m: 

  - Classifica Generale
    - Coppa del Mondo di short track 2014, specialità 500 m: 
    - Coppa del Mondo di short track 2014, specialità 1000 m: 
    - Coppa del Mondo di short track 2014, specialità 3000 m - Relay:
- 2014/2015
  - Salt Lake City
    - 500 m: 
    - 1500 m: 

  - Montréal
    - 500 m: 
    - 1500 m: 
    - Staffetta 3000 m: 

  - Dresda
    - 500 m: 
    - Staffetta 3000 m: 

  - Erzurum
    - 1000 m: 
    - 1500 m:
- 2015/2016
  - Dresda
    - Staffetta 3000 m: 

  - Erzurum
    - Staffetta 3000 m:
- 2016/2017
  - Calgary
    - 500 m: 

  - Shanghai
    - 500 m: 

  - Dresda
    - Staffetta 3000 m: 

  - Minsk
    - 500 m: 
    - Staffetta 3000 m:
- 2017/2018
  - Budapest
    - 500 m: 

  - Shanghai
    - 500 m: 
    - 1000 m: 
    - Staffetta 3000 m:
- 2019/2020
  - Salt Lake City
    - 1500 m: 

  - Nagoya
    - 500 m: 
    - 1500 m: 
    - Staffetta 3000 m:
- 2021/2022
  - Pechino
    - 500 m: 

  - Nagoya
    - 1500 m: 
    - 500 m: 
    - Staffetta 3000 m: 

  - Debrecen
    - 500 m: 

  - Dordrecht
    - 500 m:
- 2024/2025
  - Montréal
    - Staffetta 3000 m: 

  - Seul
    - Staffetta 3000 m: 

  - Tilburg
    - Staffetta 3000 m: 

  - Milano
    - 500 m: 
    - 1500 m: 
    - Staffetta 3000 m:

### Europei
- Krynica-Zdrój 2006
  - 500 m: 
  - 1000 m: 17ª
  - 1500 m: 
  - 3000 m: 2ª
  - Staffetta 3000 m: 
  - Classifica finale:
- Sheffield 2007
  - 500 m: 6ª
  - 1000 m: 6ª
  - 1500 m: 
  - 3000 m: 8ª
  - Staffetta 3000 m: 
  - Classifica finale: 7ª
- Ventspils 2008
  - 500 m: 15ª
  - 1000 m: 
  - 1500 m: 
  - 3000 m: 1ª
  - Staffetta 3000 m: 6ª
  - Classifica finale:
- Torino 2009
  - 500 m: 
  - 1000 m: 
  - 1500 m: 
  - 3000 m Super Final: 7ª
  - Staffetta 3000 m: 5ª
  - Classifica finale:
- Dresda 2010
  - 500 m: 
  - 1000 m: 8ª
  - 1500 m: 
  - 3000 m Super Final: 3ª
  - Staffetta 3000 m: 7ª
  - Classifica finale:
- Heerenveen 2011
  - 500 m: 4ª
  - 1000 m: 
  - 1500 m: 
  - 3000 m Super Final: 1ª
  - Staffetta 3000 m: 
  - Classifica finale:
- Mladá Boleslav 2012
  - 500 m: 
  - 1000 m: 21ª
  - 1500 m: 
  - 3000 m Super Final: 1ª
  - Staffetta 3000 m: 
  - Classifica finale:
- Malmö 2013
  - 500 m: 
  - 1000 m: 
  - 1500 m: 
  - 3000 m Super Final: 1ª
  - Staffetta 3000 m: 8ª
  - Classifica finale:
- Dresda 2014
  - 500 m: 
  - 1000 m: 10ª
  - 1500 m: 5ª
  - 3000 m Super Final: 7ª
  - Staffetta 3000 m: 5ª
  - Classifica finale:
- Dordrecht 2015
  - 500 m: 5ª
  - 1000 m: 
  - 1500 m: 7ª
  - 3000 m Super Final: 4ª
  - Staffetta 3000 m: 4ª
  - Classifica finale: 4ª
- Torino 2017
  - 500 m: 4ª
  - 1000 m: 8ª
  - 1500 m: 
  - 3000 m Super Final: 1ª
  - Staffetta 3000 m: 
  - Classifica finale:
- Dresda 2018
  - 500 m: 
  - 1000 m: 
  - 1500 m: 4ª
  - 3000 m: 2ª
  - Classifica finale:
- Debrecen 2020
  - 500 m: 10ª
  - 1000 m: 
  - 1500 m: 
  - 3000 m Super Final: 1ª
  - Staffetta 3000 m: 
  - Classifica finale:
- Dresda 2025
  - 500 m: -
  - 1000 m: 
  - 1500 m: 5ª
  - Staffetta 3000 m:

### Campionati Italiani
- Baselga di Piné 2009: 
  - 500 m: 
  - 1000 m: 
  - 1500 m: 
  - 3000 m: 1ª
- Claut 2010: 
  - 500 m: 
  - 1000 m: 
  - 1500 m: 
  - 3000 m: 2ª
- Torino 2012: 
  - 500 m: 
  - 1000 m: 
  - 1500 m: 
  - 3000 m: 6ª
- Bormio 2014: 
  - 500 m: 
  - 1000 m: 
  - 1500 m: 
  - 3000 m: 1º
- Torino 2015: 
  - 500 m: 
  - 1000 m: 
  - 1500 m: 
  - 3000 m: 1º
- Courmayeur 2017: 
  - 500 m: 
  - 1000 m: 
  - 1500 m:
- Courmayeur 2018: 
  - 500 m: 
  - 1000 m: 
  - 1500 m:

### Campionato del Mondo a Squadre
- Bormio 2010:

### Campionati militari
- Annecy 2013 
  - 500 m: 
  - 1500 m:
- Soči 2017 
  - 500 m: 
  - 1000 m: